# سرجيوس الأول بطريرك القسطنطينية
سرجيوس الأول من القسطنطينية ((باليونانية: Σέργιος Α΄)‏ .توفي 9 كانون الأول 638 م في القسطنطينية) كان البطريرك المسكوني للقسطنطينية من عام 610 إلى 638. وهو مشهور بالترويج للمسيحية المونوثيليتية، خاصة من خلال تعليم الإكثيسيس ( Ἔκθεσις).

## البديات
ولد سرجيوس ونشأ ضمن التراث اليعقوبي السوري. وصل إلى السلطة أولاً بصفته بطريرك القسطنطينية عام 610. كما أنه كان داعمًا معروفًا للإمبراطور هرقل لما توج نفسه كإمبراطور عام 610. وقدم سيرجيوس الدعم لهرقل طوال حملته ضد الفرس. لعب سيرجيوس أيضًا دورًا بارزًا في الدفاع عن القسطنطينية ضد القوات الآفارية الفارسية السلافية المشتركة خلال غزوهم للقسطنطينية عام 626 م. مكنت صلالت سرجيوس بكل من السلطات السياسية والدينية من التأثير في كل من المجتمعات الدينية والسياسية لتعزيز المونوثيليتية باعتبارها الصيغة الأساسية لطبيعة المسيح داخل الكنيسة. قوبل هذا بمعارضة كثيرة، خاصة من أنصار مكسيموس المعترف وصفرونيوس الخلقيدونيين. رداً على مقاومتهم لقبول أفكار المونوثيليتية، استجاب سيرجيوس وطرح تعليم إكثيسيس، وهي صيغة تقول أن شخص المسيح ليس لديه قدرتان، لصالح فكرة أن شخص المسيح لديه طبيعتين توحدهما إرادة واحدة. جرى التوقيع على الإكثيسيس من قبل هرقل في عام 638 م، وهو نفس العام الذي توفي فيه سيرجيوس. دام النظر إلى الإكثيسيس على أنها عقيدة مقبولة لمدة عامين؛ وفاة البابا هونوريوس الأول أدى إلى انخفاض كبير في دعم المونوثيليتية. وقد أدان البابا يوحنا الرابع تعاليم الإكثيسيس في 640. بالإضافة إلى ذلك، تم إدانة كل من سيرجيوس والبابا هونوريوس الأول على أنهما زنادقة من قبل الكنيسة في 680-681 من قبل مجمع القسطنطينية الثالث.

## الأعمال المبكرة
يعتقد أنه كان لسرجيوس بعض الأهمية بالفعل قبل أن جرى اختياره بطريرك القسطنطينية. كان سرجيوس شماسًا في آيا صوفيا بالإضافة إلى كونه وصيًا على الميناء. أصبح سرجيوس بطريرك القسطنطينية في 18 نيسان 610 م. حسب تقاليد بطريرك القسطنطينية، كان سيرجيوس هو الذي توج الإمبراطور هرقل في تشرين الأول من 610 وعمد ابنة هرقل. قدم سيرجيوس أيضًا المشورة لهرقل بعد وفاة زوجته إودوكيا وقبل زواجه من مارتينا ابنة أخت هرقل.  على هذا النحو، طور سيرجيوس علاقة وثيقة مع الإمبراطور، وهي علاقة من شأنها أن تخدمه في وقت لاحق. في عام 614، استولى الجيش الفارسي على القدس، في عملية دمرت كنيسة القيامة وجرى خلالها الاستيلاء على الصليب الحقيقي، الذي اكتشفته في الأصل الإمبراطورة هيلانة. بدأ هجوم مضاد ضد الفرس في 622 من قبل هرقل. قدم سرجيوس الثروة اللازمة للحملة من أجل النجاح من خلال أموال الكنيسة. نجح سرجيوس في ذلك من خلال تقديمه تقارير عن الموارد المالية الموجدود في شكل إيرادات الكنيسة والسفن. ويقال أن الثور البرونزي الذي كان قائمة في ساحة الثور في القصطنطينية قد صُهر للمساعدة في توفير المواد للعملات المعدنية. يمكن أن يُنسب الفضل أيضًا إلى سرجيوس في إنقاذ وضع القسطنطينية كعاصمة للإمبراطورية الرومية الشرقية. كانت القسطنطينية تعاني طوال الحملة ضد الفرس إذ كانت الحبوب المصدر الرئيسي للغذاء المدينة والتي انفطعت لما فقدت مصر المزود الرئيسي للحبوب. ظن هرقل أن نقل العاصمة إلى قرطاج سيجعل من السهل تزويد السكان بالطعام. وفي محاولة لتأمين مال للإمبراطورية يكافي لبقاء القسطنطينية العاصمة، وزع سرجيوس الخبز مجانًا للمواطنون في المدينة، وهي ممارسة من العصور الرومية القديمة، عندما لم تكون الحكومة قادرة على تحمل ذلك،  إلا أنها فكرة لم تعمل منطقيا. بحلول عام 622 م، أعترف هرقل بقدرات سيرجيوس جيدًا. ونتيجة لذلك، كلفه برعاية ابنه ثيودوسيوس والقسطنطينية. في عام 626 خلال حملة الإمبراطور ضد بلاد فارس الساسانية وغيابه عن البلاد، حاصر الأفار والساسانيون الفرس، بمساعدة عدد كبير من السلاف المتحالفين، القسطنطينية. وجنبا إلى جنب مع الضابط بونوس magus militus Bonus ، تم تسميته الوصي وكان مسؤولا عن الدفاع عن المدينة. واقام صلاة تضرعًا لأيقونة العذراء الوالدة Hodegetria قبل الهجوم الأخير من الأفار مباشرة، وبعد إتمامها ضربت عاصفة ضخمة الأسطول الغازي، ما نجّى القسطنطينية. يذكر أن سرجيوس حمل أيقونة أم الله حول أسوار مدينة القسطنطينية. العاصفة كانت معجزة من أم الله، على الرغم من أن سرجيوس كان له الفضل في إقناعها لدرجة التدخل.  ويشاع أن ترنيمة سابقة للكنيسة الأرثوذكسية الشرقية تألفت تكريما لهذه المعركة وسيرجيوس. 

## مونوثيليتية

### خلفية
مع الانتصار على الفرس، بدأت الانشقاقات في المجتمع الديني في الظهور مرة أخرى بين المعتقدات المونوفيزية والخلقيدونية. خطط كل من هرقل وسيرجيوس لاعتماد شكل من أشكال الوحدانية. كان الأمل أن تكون صيغتهم الدينية قادرة على ربط المعتقدات الدينية المختلفة وتوفير شعور بالوحدة داخل الإمبراطورية. نشر سرجيوس الاعتقاد بأن يسوع المسيح له طبيعتان ولكن إرادة واحدة، تعرف باسم مونوثيليتية. كان من المأمول أن تكون الفكرة جذابة لكل من الخلقيدونيين وأتباع المونوفيزية في الإمبراطورية لأنها تدمج المبادئ الأساسية المأخوذة من عوالم التقاليد. في البداية، نجح سرجيوس في تحويل البطريرك أثناسيوس الأول الجمال من أنطاكية وسيروس من الإسكندرية على التوالي. وما أن حل عام 633 حتى بدأت المونوثيليتية في تلقي مقاومة من الخلقيدونية، في المقام الأول من الرهبان صفرونيوس ومكسيموس المعترف.  في عام 633، غادر صفرونيوس إلى أفريقيا للنزاع حول العقيدة التي فرضها سيروس على المصريين. تحقيقا لهذه الغاية، أرسل سيرجيوس بيتر رئيس الشمامسة عنده إلى مجمع قبرص عام 634، استضافه المطران أركاديوس الثاني ومع ممثلين إضافيين من البابا هونوريوس الأول. أرسل الجانب المناهض للمونوثيليتيين في القدس، المدعوم من ماكسيموس وصفرونيوس، إلى هذا المجمع أناستاسيوس أبوكريسياريوس تلميذ ماكسيموس، وجورج الراسعيني تلميذ صوفرونيوس، واثنين من تلاميذ جورج، وأيضاً ثمانية أساقفة من فلسطين. عندما تم تقديم الجانبين إلى الإمبراطور، استمر الإمبراطور مع المونوثيليتية وهكذا مع سرجيوس. في هذه المرحلة أيضًا حوالي 633 سعى سرجيوس إلى التأكيد على أهمية المونوثيليتية للبابا هونوريوس الأول. أبلغت رسالة سرجيوس إلى هونوريوس البابا بأهمية الاتحاد الذي تحقق في الإسكندرية ولاتفاق حول كيفية رؤية إرادة المسيح.  وافق هونوريوس في النهاية على مذهب سيرجيوس، وأعجب بقدرة سيرجيوس على الحصول على اتفاق لاهوتي في الكنائس الشرقية، واعترف أن المسيح له إرادة واحدة فقط ولكن طبيعتين أيضًا في رده على سيرجيوس. هونوريوس تتراجع عن هذا الموقف نوعًا ما في الرسالة التالية إلى سرجيوس، يعتقد أنه نتيجة لرسالة المجمع الكنسي التي كتبها صفرونيوس إلى هونوريوس.

### الإكثيسيس
سعى سرجيوس إلى إنشاء صيغة قادرة على إرضاء كل من الخلقيدونيين والمونوفيزيين. انتهى النقاش في نهاية المطاف حول ما إذا كان للمسيح قدرة واحدة أو قدرتين داخله وبدلاً من ذلك أصر على أن للرب طبيعتين مختلفتين متجسدين في إرادة وجسد واحد.  سيسمي سيرجيوس هذا البيان بالإكثيسيس أو الشرح. عززت هذه الصيغة موقع سيرجيوس في عوالم كل من التقاليد الخلقيدونية والمونوفيزية. إلا أن الإكثيسيس لم تلقى استقبالا حسنا من قبل جميع الخلقيدونيين. ونظر لها صفرونيوس بشكل سيئ، لدرجة أنه نشر مرسوما ضدها. كان الإمبراطور هرقل أيضًا مترددًا في التوقيع على عمل سيرجيوس، ففي حين أنهى سيرجيوس الإكثيسيس في عام 636، لم يتم التوقيع عليه للموافقة من قبل هرقل حتى عام 638، وهو نفس العام الذي مات فيه سيرجيوس. وصدر عام 638 الإكثيسيس التي كتبها الإمبراطور هرقل بموافقة سرجيوس. حددت هذه الوثيقة المونوثيليتيةالمونوثيليتية على أنها الشكل الإمبراطوري الرسمي للمسيحية، وستظل مثيرة للجدل للغاية في السنوات التالية بعد تنفيذها.

### آثار الإكثيسيس
الآثار الأولية للإكثيسيس برزت بقوة في جميع أنحاء المجتمع الديني. أعلن بيروس خليفة سيرجيوس، الذي اختاره سيرجيوس لتولي منصبه، ثقته في اعتقاد المونوثيليتيةالمونوثيليتية باعتبارها العقيدة الإمبراطورية الرسمية. علاوة على ذلك، فإن غالبية الأباطرة الشرقيين اللاحقين كانوا على مذهب المونوفيزية، مما زاد من انتشار عقيدة المونوثيليتيةالمونوثيليتية.وتراجع المعتقد الخلقيدوني بشدة وكان ما تبقى من ممارسته في حالة حرجة. كل هذا سيتغير في العام التالي بطريقة متناقضة للغاية.

## وفاة سرجيوس وإدانته
توفي سرجيوس في ديسمبر 638، بعد أشهر فقط أقر هرقل الإكثيسيس . على الرغم من الانتشار الأولي القوي للاعتقاد، وضعت المونوثيليتية عام 640 نهاية مفاجئة له. وقعت سلسلة من الأحداث في وقت قصير بعد 638. توفي هونوريوس وسيرجيوس عام 638. أولاً، أظهر سفرينوس خليفة هونوريوس، مقاومة قوية لقبول معتقد المونوثيليتية. وكان خليفته، البابا يوحنا الرابع، معارضاً أقوى لهذه الممارسة. أخيرًا، بعد وفاة هرقل في 641، كان كل من الأباطرة اللاحقين قسطنطين الثالث وكونستانس الثاني على الممارسة الأرثوذكسية وبدا أنهم قد أزالوا الإكثيسيس كمذهب إمبراطوري رسمي، بطلب من البابا يوحنا الرابع.  سحق هذا بشكل فعال الأساس المتبقي لعقيدة المونوثيليتية إذ يبدو أن التعاليم الأرثوذكسية تستعاد بسرعة في جميع أنحاء الإمبراطورية. بحلول عام 680، تلاشى كل دعم للمونوثيليتية وشاع الإيمان الأرثوذكسي مرة أخرى. خلص مجمع عيد الفصح الروماني الحاصل عام 680 إلى أن المسيح كان لديه إرادتين وأن جميع الذين عارضوا هذا الاعتقاد يجب إدانتهم على أنهم زنادقة. أُعلنت أخيرًا المونوثيليتية بدعة في المجمع الثالث للقسطنطينية (المجمع المسكوني السادس)، 680-681 م، وكذلك كل من البطريرك سرجيوس الأول من القسطنطينية والبابا هونوريوس الأول، الذي لا يزال البابا الوحيد المدان حتى يومنا هذا.  ورد في المجمع:
«... هونريوس بابا روما القديمة لبعض الوقت، وكذلك رسالة هذا الأخير إلى سرجيوس، نجد أن هذه الوثائق غريبة تمامًا على العقائد الرسولية، وعلى إعلانات المجامع المقدسة، وعلى جميع الآباء المقبولين، وأنهما يتبعان تعاليم الزنادقة الباطلة...» 
عقد المجمع ما مجموعه ثمانية عشر جلسة في إعلان بدعة سرجيوس، الأولى كانت في تشرين الثاني 680 والأخيرة في أيلول 681. 